# Ейнджъл (сериал)
„Ейнджъл“ (на английски: Angel) е американски телевизионен сериал, който произлиза от „Бъфи, убийцата на вампири“ и е създаден от Джос Уидън и Дейвид Грийнуолт.
Първата серия е излъчена на 5 октомври 1999 г. Както и „Бъфи“, така и „Ейнджъл“ са продуцирани от компанията на Джос Уидън, Mutant Enemy.
Главен герой е вампирът Ейнджъл (в ролята – Дейвид Бореанас). Човешката му душа е върната от циганско проклятие, за да живее с чувството на вина за ужасните си престъпления. През първите четири сезона на сериала Ейнджъл работи като таен детектив в Лос Анджелис, „помагайки на безпомощните“, както гласи мотото му. Обикновено това става чрез битки с демони и полу-демони, които са свързани с Уолфрам и Харт, демонична адвокатска фирма.
„Ейнджъл“ има значително по-мрачна атмосфера от „Бъфи“. В периода 1999 – 2003, когато сериалите са излъчвани едновременно, обикновено „Бъфи“ има по-висок рейтинг, но в крайна сметка последната серия на „Ейнджъл“ (излъчена на 19 май 2004) има повече зрители от тази на „Бъфи“ (на 20 май 2003).